# Estasi (romanzo Stefano Zecchi)
Estasi è un romanzo del 1993 dell'autore italiano Stefano Zecchi.

## Trama
Lo scrittore Fausto Valdemar ritorna nella sua città natale, Venezia, assieme alla sua compagna di vita Olga, di professione gallerista. Fausto affitta una camera in un albergo del Lido per evitare di abusare dell'ospitalità del fratello Enrico, che ha ereditato la casa paterna. I rapporti tra i due fratelli sono sostanzialmente cordiali, benché ciascuno abbia in cuor suo qualcosa da rimproverare all'altro: Fausto per Enrico è un adolescente mai maturato, mentre lo scrittore rimprovera al fratello di non aver portato avanti l'attività imprenditoriale paterna, avendo preferito dedicarsi alla sua bottega di antiquariato nelle Marzarie. Tuttavia, l'affinità tra le occupazioni di Enrico e di Olga fa sì che i due si prendano in simpatia, al punto che la donna accetta di accompagnare l'antiquario in un viaggio che deve compiere per affari a Parigi.
Rimasto solo per un certo periodo, Fausto fa la conoscenza di Madìl, una giovane di madre francese minore di lui di molti anni, con cui raggiunge una sintonia fisica e spirituale che con Olga non ha mai avuto. Quando Olga torna a Venezia, Fausto accenna al fatto che il loro rapporto va avanti stancamente, ma la donna intende comunque portarlo avanti. Quando Madìl dice a Fausto che devono allontanarsi per un po' affinché possano riflettere su come continuare la loro relazione, egli rimane tormentato dal pensiero di avere sprecato sette anni della propria vita con una persona che non l'ha mai veramente capito e che continua a condizionarlo. Un giorno prova l'impulso di soffocare Olga nel sonno; questa allora si risveglia e lo sfida ad andare fino in fondo alle sue intenzioni, al che Fausto desiste e si allontana dall'albergo.

## Edizioni
- Stefano Zecchi, Estasi, collana Biblioteca dell'Eros, n. 39, Milano, ES, 1993.
- Stefano Zecchi, Estasi, Milano, Club degli Editori, 1993.
- Stefano Zecchi, Estasi, collana Oscar Best Sellers, n. 390, Milano, Mondadori, 1994, ISBN 88-04-38440-9.
- Stefano Zecchi, Estasi, collana I miti, n. 44, Milano, Mondadori, 1996, ISBN 88-04-42288-2.